# Electrocuting an Elephant
Electrocuting an Elephant, známý také pod názvem Electrocution of an Elephant, je americký němý film z roku 1903. Režisérem je Edwin S. Porter (1870–1941). Film trvá zhruba jednu minutu.

## Děj
Film zachycuje zabití slonice Topsy elektrickým proudem v zábavním parku na ostrově Coney Island.